# 740 هـ
740 هـ هي سنة في التقويم الهجري امتدت مقابلةً في التقويم الميلادي بين سنتي 1339 و1340.

## مواليد
- ابن عطاء الله الإسكندري
- الشريف الجرجاني

## وفيات
- سليمان المستكفي بالله
- شرف الدين موسى
- جمال الدين ابن الحسام